# Weber (Kunststofftechnik)

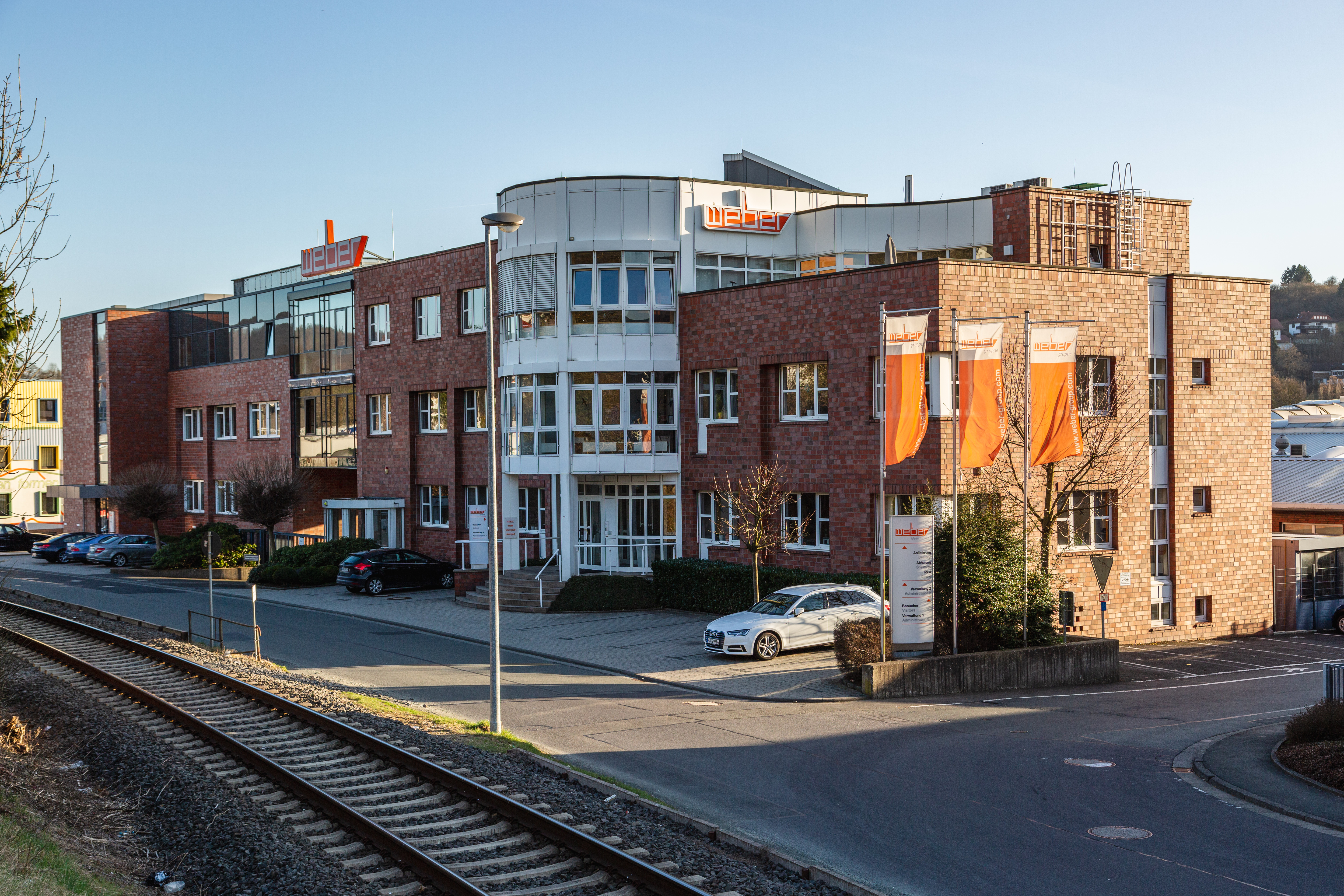
Standort Dillenburg 2017

Die Weber GmbH & Co. KG (Eigendarstellung als Weber Gruppe) mit Sitz in Dillenburg (Hessen) ist ein Familienunternehmen in der Kunststofftechnik. Sie stellt spritzgegossene Kunststoffprodukte für Kunden der Branchen Automobil, Gebäude- und Heiztechnik sowie Haushaltsgeräte her. Außerdem werden Dichtungsmassen für Öfen- und Kessel sowie Kleber für unterschiedlichste Anwendungen in der Heiz- und Kochgeräteindustrie hergestellt.

## Geschichte

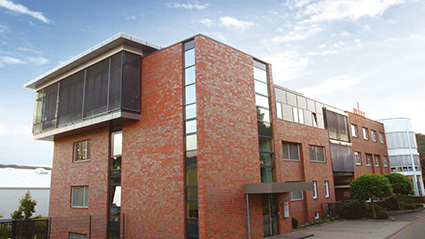
Unternehmenssitz in Dillenburg

Das Unternehmen wurde 1949 von Josef Weber gegründet. 1962 trat Artur Zipp (1930–2019) als Geschäftsführer in das Unternehmen ein. Nach dem Tod des Gründers 1971 wurde Artur Zipp alleiniger geschäftsführender Gesellschafter. Über fast vier Jahrzehnte baute Artur Zipp das Unternehmen auf und übergab 1995 die Geschäftsführung an Thomas Zipp, der heute als Gesellschafter und Bereitsmitglied (CSB) tätig ist und die Weber-Gruppe bis 2024 in der dritten Generation leitete. Im Februar 2024 übernahm Andreas Becker, der seit 2022 für das Unternehmen arbeitet, die Geschäftsführung. Werner Stubenrauch (CFO, 2008–2015), Jan Thomas Schmidt (CFO, 2016–2019), Jürgen Deters (CFO, 2020–2023) und Boris Zipser (COO, 2016–2022) waren weitere Mitglieder der Geschäftsführung.

## Daten und Zahlen
Weber ist ein Unternehmen, das 2003 sein erstes Tochterunternehmen in Polen eröffnete und 2012 zudem nach China expandierte. Am Firmensitz Dillenburg sind die Geschäftsbereiche Kunststofftechnik und Dichtungsmassen sesshaft. Das Unternehmen beschäftigt in Dillenburg ca. 550 Mitarbeiter, darunter etwa 20 Auszubildende. Während die Tochtergesellschaft wezi-tec Sp. Z o.o. in Legnica, Polen, rund 650 Mitarbeiter zählt (2022), beschäftigt die 2012 gegründete Tochtergesellschaft Weber Plastics Technology & Mould Making (Suzhou) Co., Ltd. in Suzhou, China, rund 165 Mitarbeiter (2022).
Insgesamt erwirtschaftete die Weber Gruppe im Jahr 2021 einen Umsatz von 128 Mio. Euro. Dazu steuerte der Export rund 10 % bei. Mehrheitsgesellschafter des Unternehmens ist Thomas Zipp. Die weiteren Anteile halten sein Bruder und seine beiden Kinder.